# 鐵塔爾河

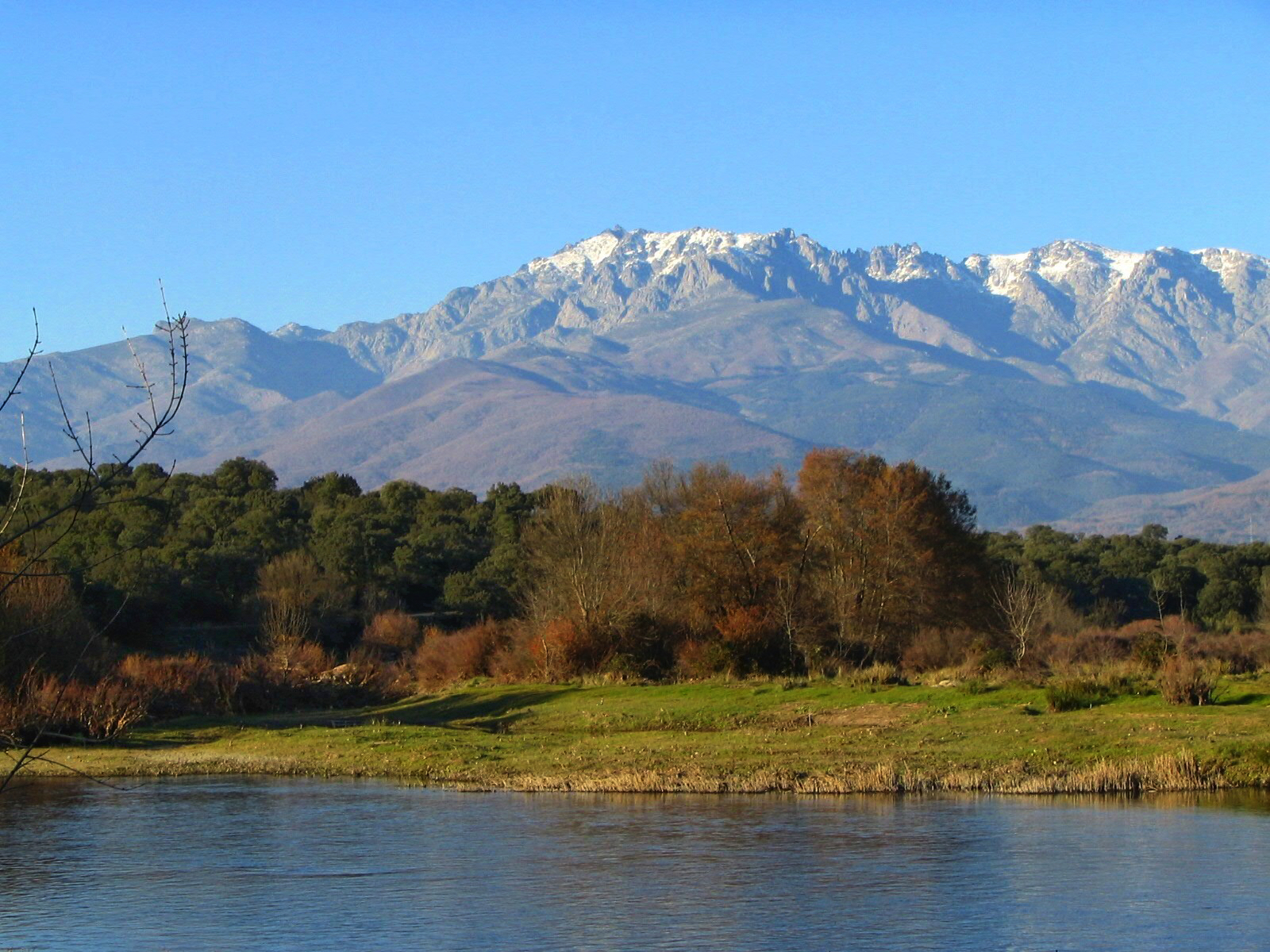

鐵塔爾河是西班牙的河流，發源自格雷多山脈西端，流經阿維拉省、托萊多省和卡塞雷斯省，最終注入塔霍河，河道全長170公里，流域面積4,459平方公里。

## 外部連結
- Monfragüe National Park （页面存档备份，存于）

40°20′0″N 4°36′0″W / 40.33333°N 4.60000°W